# Duy Thu
Duy Thu là một xã thuộc huyện Duy Xuyên, tỉnh Quảng Nam, Việt Nam.
Xã Duy Thu có diện tích 13,02 km², dân số năm 2019 là 3.870 người, mật độ dân số đạt 297 người/km².